# Fronteira Cazaquistão–Rússia
A fronteira entre Cazaquistão e Rússia é a linha que limita os territórios de Cazaquistão e Rússia. Foi criada em 1991 com a independência do Cazaquistão na sequência da dissolução da União Soviética. É a segunda mais longa fronteira terrestre do mundo.
É uma fronteira sinuosa com alinhamento leste-oeste na altura da latitude 51 N. Se estende entre o litoral norte do Mar Cáspio no oeste e a Tríplice fronteira Rússia-Cazaquistão-China no leste. Esse limite triplo do leste é quase uma fronteira quádrupla com a Mongólia, que faz fronteira tripla com China e Rússia a apenas 55 km dali.
De oeste para leste, ficam próximas a essa fronteira as cidades de Volgogrado (Rus), Aqtöbe (Caz), Omsk (Rus), Semey (Caz).

## História
As negociações sobre a delimitação da fronteira ocorreram entre 1999-2005, com um tratado final sendo aprovado em Moscou pelos presidentes Vladimir Putin e Nursultan Nazarbayev em 18 de janeiro de 2005.  O tratado entrou em vigor em 12 de janeiro de 2006.  A demarcação  no terreno começou em julho de 2007, com uma série de pilares marcando a fronteira começando a ser erigidos a partir de maio de 2009.   Quando a fronteira se tornou internacional em 1991, um ramal da Ferrovia Transiberiana foi interrompido por duas passagens de fronteira em Petropavl. Em 2017, a Rússia e o Cazaquistão concordaram em criar um trânsito (corredor) sem controles de fronteira. 